# Неавтоклавный газобетон
Неавтоклавный газобетон — это ячеистый газобетон, который отвердевает в естественных условиях, то есть без избыточного давления и воздействия высокой температуры. Это строительный материал, регламентированный ГОСТ 25485-89. В состав неавтоклавного газобетона входят: вода, цемент, песок, пудра алюминиевая/паста алюминиевая, каустическая сода, сульфат натрия Na2SO4. В качестве газообразующего элемента используется алюминиевая пудра/паста. Неавтоклавный газобетон может быть получен на частном производстве при наличии необходимого оборудования.

## История создания
Газобетон — материал, который массово начал использоваться в строительстве недавно, однако его история начинается в 19 веке. Чешский учёный Габриэль Гофман в ходе эксперимента получил газобетон: он добавлял в цемент различные соли, которые выделяли газ и делали структуру материала пористой. Гофман запатентовал своё изобретение в 1889 году, но оно не стало популярным среди строителей.
В 1914 году новую жизнь в материал вдохнули американцы Аулсворт и Дайер, которые предложили технологию с добавлением алюминия и цинка. В период с 1917 по 1921 годы учёный-архитектор из Швеции, Аксель Эрикссон, продолжил совершенствование рецептуры, экспериментируя с добавлением алюминиевого порошка в известь. А уже в 1934 году шведская компания «Сипорекс» во главе с Леннартом Форсэном и Иваром Эклундом начала производство материала без извести. Их блоки застывали при естественной температуре — это было первое неавтоклавное производство.
Что касается нашей страны, то газобетон получил большое распространение в послевоенный период 1945-50-х годов. Требовалось как можно быстрее восстановить разрушенные города, и использование газобетонных блоков стало отличным решением поставленной задачи. В конце 80-х годов количество заводов по производству газобетона в СССР достигло 120.
На данный момент газобетон — это популярный материал, который используется для строительства в России, Узбекистане, Казахстане, Киргизии, Вьетнаме, Китае и других странах.

## Технологический процесс

### Подготовка
В промежуточный бак набирается вода температурой 60-80ᴼС, затем засыпается цемент и песок в приемные бункеры для сыпучих материалов.
Далее нужно подготовить необходимые для замеса химические добавки. Для этого потребуются электронные весы и пластиковые ёмкости.
Взвешивается нужное количество каустической соды и сульфата натрия.

### Процесс приготовления самой смеси
Выливается вода из промежуточного бака в смеситель, который затем включается (смеситель должен работать все время, до самого процесса слива готовой смеси в форму). Если бункеры под цемент и песок раздельные, то высыпается и цемент.
Добавляются все химические элементы смеси: каустическая сода, сульфат натрия. Высыпается песок. Все компоненты должны засыпаться в смеситель в данной последовательности без перерывов и остановок. Смесь перемешивается в течение 4-5 минут.

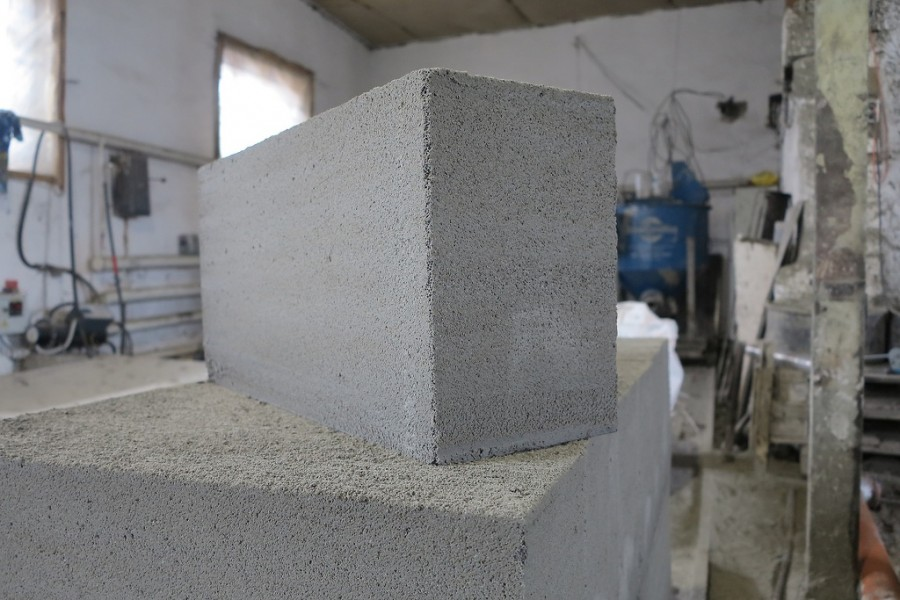
Неавтоклавный газобетон

В это время нужно приготовить алюминиевую суспензию. Если в комплектации есть смеситель для суспензии, тогда омыление алюминиевой пудры происходит в нём. В случае отсутствия смесителя можно приготовить алюминиевую суспензию в обычном ведре при помощи дрели с насадкой для перемешивания. Для этого понадобится вода температурой 40-50ºС, любое синтетическое моющее средство (подойдет обычный стиральный порошок) и алюминиевая пудра. Перемешивается суспензия 2-3 минуты.
Пока смесь перемешивается в смесителе, необходимо подготовить формы для неё: борта и поддоны. Формы нужно смазать, для этого может использоваться отработанное машинное масло, эмульсол, растительное масло.
После того как все компоненты, высыпанные ранее в смеситель, перемешались 4-5 минуты, туда выливается алюминиевая суспензия. Омыленный активный алюминий является реактивом реакции газообразования. После того как алюминиевая суспензия оказалась в смесителе, готовый раствор перемешивается 20-40 секунд. К этому времени собранная форма должна находиться возле смесителя.
Через 20-40 секунд отключается смеситель и одновременно открывается запорная арматура. После того как весь раствор выльется из смесителя, нужно переместить форму в прогревочную камеру при помощи механического толкателя, делать это нужно без рывков и колебательных движений. Если форма стационарного типа, рекомендуется накрыть ее теплоизоляционным колпаком. Колпак должен быть немного больше размеров самой формы, изготавливают его из каркаса (металл, дерево), обшитого теплоизоляционными материалами (пенопласт, сотовый поликарбонат, экстрадированный пенополистирол). Температура в камере должна быть 35-40ºС, что необходимо для создания оптимальных условий для подъема смеси и ее скорейшего твердения.
В среднем время схватывания газобетонного раствора составляет от 1,5 до 2,5 часов.
|                    | D700 | D 600 | D 500 |
| Цемент, кг         | 312  | 318   | 286   |
| Песок, кг          | 403  | 312   | 234   |
| Вода, л            | 264  | 256   | 208   |
| Al, гр             | 544  | 544   | 544   |
| Сульфат натрия, кг | 4,6  | 4,6   | 4,6   |
| Кауст. сода, кг    | 3    | 3     | 3     |

## Свойства

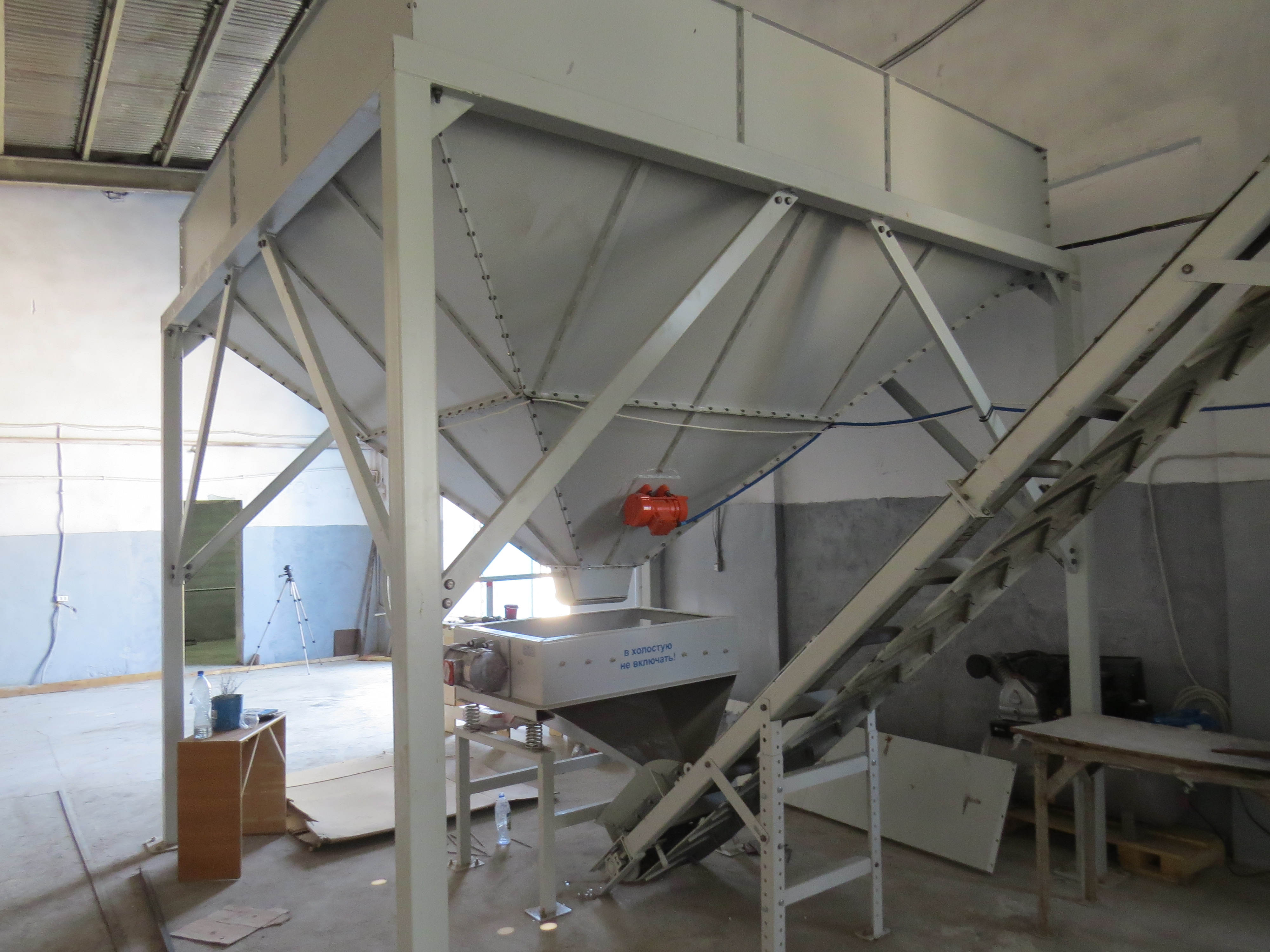
Оборудование для производства неавтоклавного газобетона: бункер для песка

- Легкость ‒ блок плотностью D500 и с размерами 600х300х200 мм весит 18 кг[2].
- Теплопроводность ‒ коэффициент 0,12 Вт/м⋅℃. Стены из газобетона легко сохраняют тепло, но не перегреваются в связи с пористой структурой.
- Паропроницаемость ‒ коэффициент для D500 — 0,20 мг/м⋅ч⋅Па. Материал обеспечивает чистоту воздуха в доме, выводит газы и водяной пар наружу.
- Огнестойкость ‒ газобетон состоит из минералов, поэтому не горит. Здание из газобетонных блоков выдерживает огонь более 3-х часов без деформации конструкции.
- Экологичность — материал безопасен для человека. В Европе газобетон занимает 2-е место в рейтинге экологической чистоты и безопасности. 1-е место остается за натуральным деревом, однако оно проигрывает газобетонным блокам по нескольким параметрам. Во-первых, дерево легко воспламеняется, во-вторых, оно деформируется в процессе использования.
- Звукоизоляция ‒ до 53 дБ (при толщине стены 400 мм и плотности газобетона D700), защищает от шума.
- Морозостойкость ‒ не боится морозов, в зимний период может храниться на улице.

## Оборудование

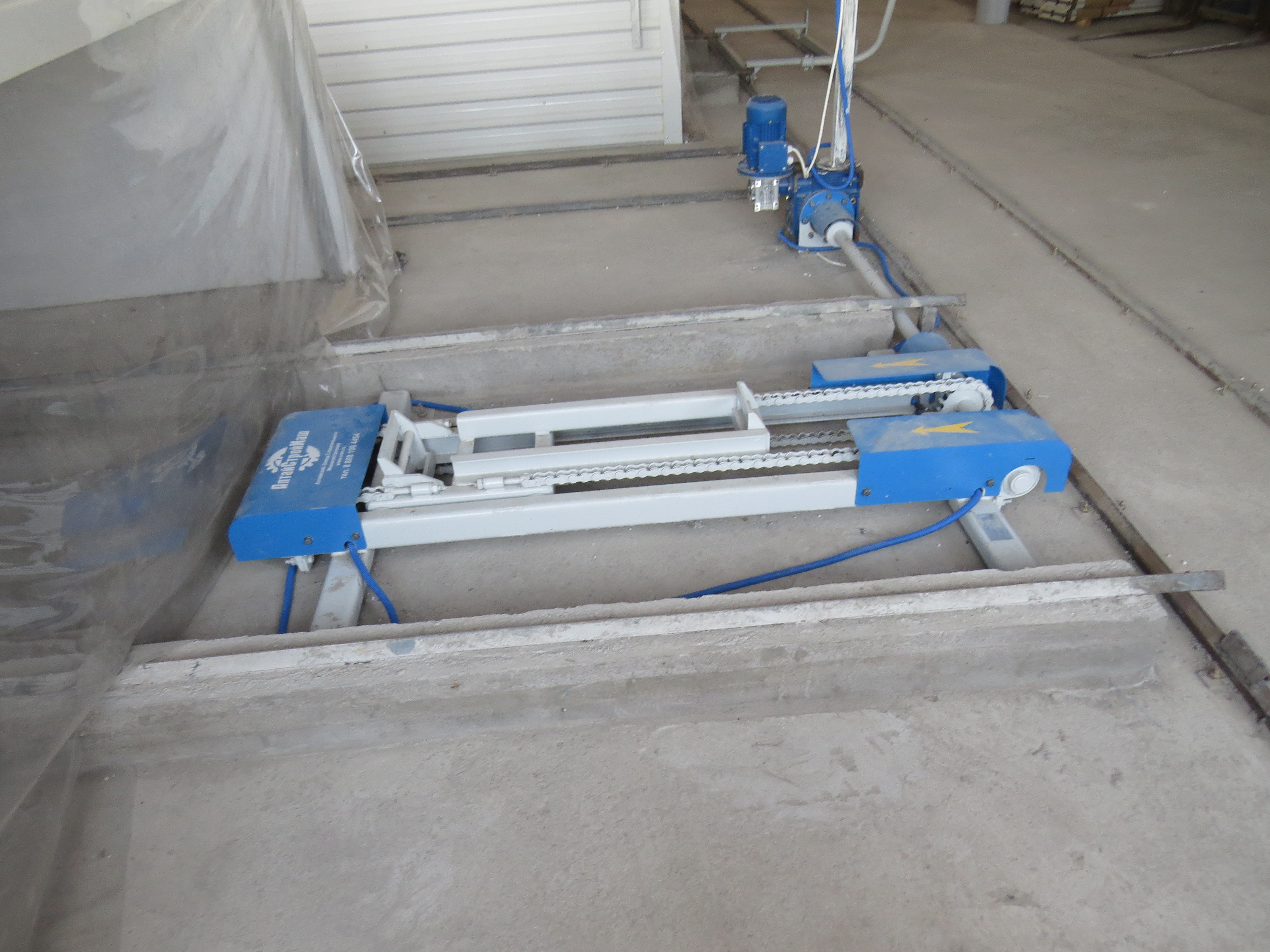
Механический толкатель

Популярность неавтоклавного газобетона обуславливается рентабельностью оборудования. К примеру, средняя стоимость производственных линий для изготовления автоклавного газобетона — 50 миллионов рублей. Также при автоклавном производстве большой статьёй расходов является электроэнергия, так как необходимо долгое время использовать высокие температуры для сушки блоков. В то время как неавтоклавный газобетон выгоднее в своём производстве, поэтому бизнес на газобетоне быстро получил распространение
Газобетонные заводы неавтоклавного производства собираются на территории России по собственным инженерным технологиям, за счёт этого стоимость значительно ниже: самую маленькую производственную линию можно приобрести за 220 тысяч рублей (Алтайский край).
Например, «АлтайСтройМаш» предлагает следующие линии: конвейерные, конвейерные мини, стационарные, стационарные мини. Отличие конвейерных линий от стационарных состоит в следующем: первые перемещаются по рельсам, при этом смеситель зафиксирован, а оборудование стационарного типа — смеситель перемещается по рельсам вдоль ряда форм. Минимальная площадь, необходимая для установки производственной линии — 45 м². Таким образом, предприниматели выбирают нужный для себя по масштабу вариант. Неавтоклавный газобетон легко производить как малому частному бизнесу, так и крупным поставщикам стройматериалов — в этом его преимущество перед автоклавным газобетоном.

## Регламентирующие документы
Ячеистые бетоны:

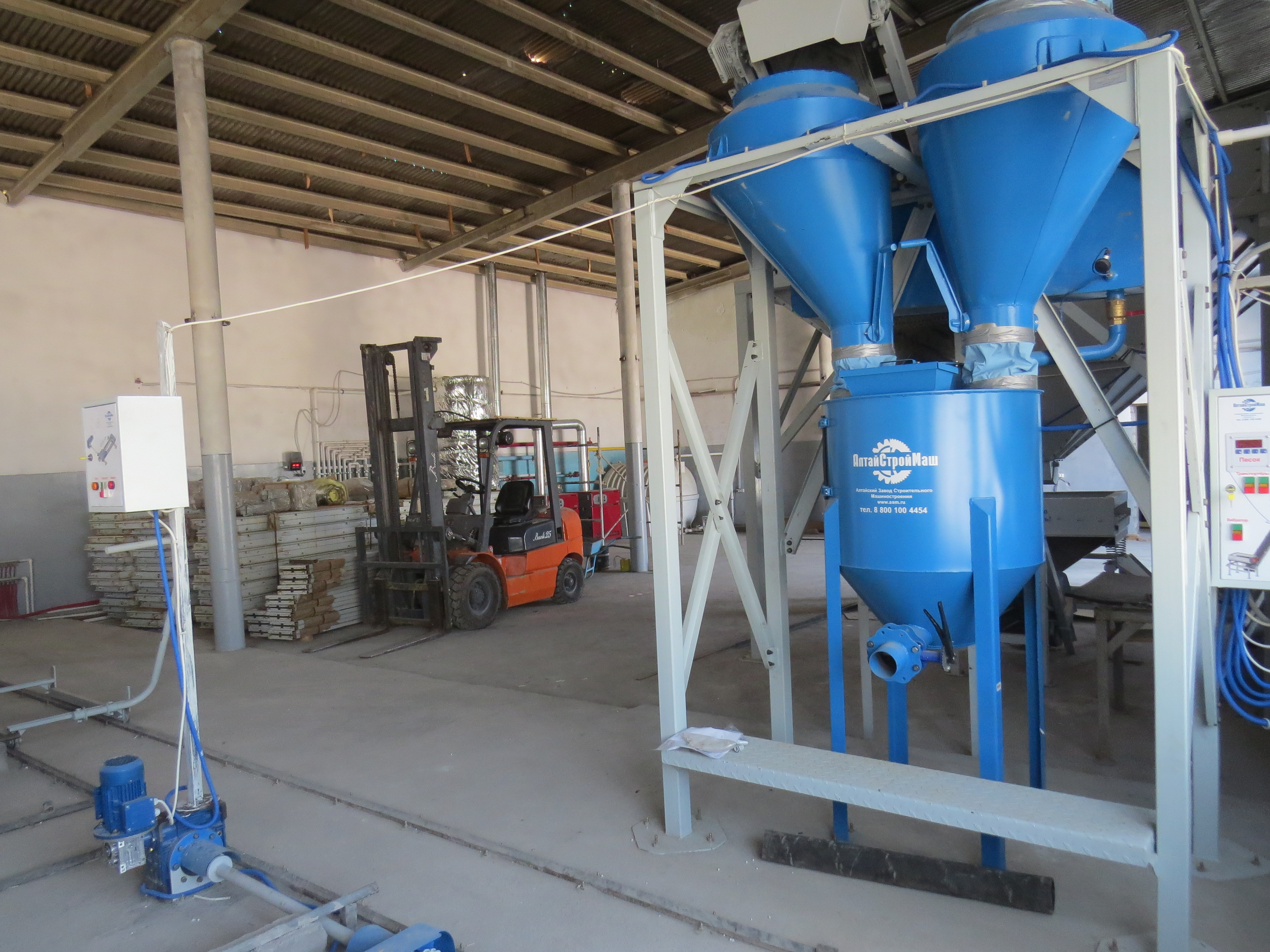
Смеситель

- ГОСТ 25485-89 Бетоны ячеистые. Технические условия.
- ГОСТ 12852.0-77 Бетон ячеистый. Общие требования к методам испытаний.
- ГОСТ 12852.5-77 Бетон ячеистый. Метод определения коэффициента паропроницаемости.
- ГОСТ 12852.6-77 Бетон ячеистый. Метод определения сорбционной влажности.
- ГОСТ 27005-86 Бетоны легкие и ячеистые. Правила контроля средней плотности.
- ГОСТ 31360-2007 "Изделия стеновые неармированные из ячеистого бетона".
- ГОСТ 21520-89 Блоки из ячеистых бетонов. Стеновые мелкие. Технические условия.
- СН 277-80 Инструкция по изготовлению изделий из ячеистого бетона.

К составу:
- ГОСТ 23732-2011 "Вода для бетонов и строительных растворов".
- ГОСТ 31108-2016 "Цементы общестроительные".
- ГОСТ 8736-2014 "Песок для строительных работ".
- ГОСТ 5494-95 "Пудра алюминиевая".
- ГОСТ 2263-79 "Натр едкий технический" (каустическая сода).
- ГОСТ 6318-77, ТУ 2141-084-56238216-2010 - сульфат натрия Na2SO4.

К строительству:
- ГОСТ 31359-2007 и СТО 501-52-01-2007 - для проекта дома из газобетона.
- СНиП II-22-81 – расчет нагрузки на стены и армирование кладки из газобетона.
- 3СТО 501-52-01, СНиП 52-01 и СНиП II-22 – как сделать газоблочную кладку прочнее: геометрия, клей, порядок кладки.
- СНиП 23-02-2003 – расчет толщины стен, теплоизоляция.
- СНиП II-12-77 – шумоизоляция.

Общие:
- ГОСТ 12.1.004-91 "Система стандартов безопасности труда".
- СП 56.13330.2011 "Производственные здания".